# Orphin
Orphin är en kommun i departementet Yvelines i regionen Île-de-France i norra Frankrike. Kommunen ligger i kantonen Rambouillet som tillhör arrondissementet Rambouillet. År 2022 hade Orphin 879 invånare.

## Befolkningsutveckling
Antalet invånare i kommunen Orphin
| Referens: INSEE |